# Filippine ai Giochi della XXVIII Olimpiade
Le Filippine parteciparono ai Giochi della XXVIII Olimpiade, svoltisi ad Atene, Grecia, dal 13 al 29 agosto 2004, con una delegazione di 16 atleti impegnati in sei discipline.

## Delegazione
| Sport            | Uomini | Donne | Totale |
| ---------------- | ------ | ----- | ------ |
| Atletica leggera | 1      | 1     | 2      |
| Nuoto            | 4      | 1     | 5      |
| Pugilato         | 4      | -     | 4      |
| Taekwondo        | 2      | 1     | 3      |
| Tiro             | 1      | -     | 1      |
| Tiro con l'arco  | -      | 1     | 1      |
| Totale           | 12     | 4     | 16     |

## Risultati

### Atletica leggera
| Q | Qualificato al turno successivo per la Classifica in qualificazione                                                          |
| q | Qualificato per il turno successivo per ripescaggio o, negli eventi su campo, conquistando la misura minima per qualificarsi |

Maschile
Eventi su pista e strada
| Atleta             | Evento   | Finale    | Finale     |
| Atleta             | Evento   | Risultato | Classifica |
| ------------------ | -------- | --------- | ---------- |
| Eduardo Buenavista | Maratona | 2h28'18"  | 67º        |

Femminile
Eventi sul campo
| Atleta       | Evento         | Qualificazioni | Qualificazioni | Finale          | Finale          |
| Atleta       | Evento         | Distanza       | Classifica     | Distanza        | Classifica      |
| ------------ | -------------- | -------------- | -------------- | --------------- | --------------- |
| Lerma Gabito | Salto in lungo | 6,31           | 33ª            | non qualificata | non qualificata |

### Nuoto
Maschile
| Atleta               | Evento              | Batteria  | Batteria   | Semifinale      | Semifinale      | Finale          | Finale          |
| Atleta               | Evento              | Risultato | Classifica | Risultato       | Classifica      | Risultato       | Classifica      |
| -------------------- | ------------------- | --------- | ---------- | --------------- | --------------- | --------------- | --------------- |
| Miguel Molina        | 200 m stile libero  | 1'53"81   | 42º        | non qualificato | non qualificato | non qualificato | non qualificato |
| Miguel Mendoza       | 400 m stile libero  | 4'01"99   | 36º        | N.D.            | N.D.            | non qualificato | non qualificato |
| Miguel Mendoza       | 1500 m stile libero | 16'26"52  | 34º        | N.D.            | N.D.            | non qualificato | non qualificato |
| Raphael Matthew Chua | 100 m rana          | 1'06"37   | 50º        | non qualificato | non qualificato | non qualificato | non qualificato |
| Miguel Molina        | 200 m rana          | 2'19"19   | 38º        | non qualificato | non qualificato | non qualificato | non qualificato |
| James Walsh          | 200 m farfalla      | 2'06"76   | 37º        | non qualificato | non qualificato | non qualificato | non qualificato |
| Miguel Molina        | 200 m misti         | 2'05"28   | 33º        | non qualificato | non qualificato | non qualificato | non qualificato |
| Miguel Molina        | 400 m misti         | 4'33"25   | 34º        | N.D.            | N.D.            | non qualificato | non qualificato |

Femminile
| Atleta            | Evento     | Batteria  | Batteria   | Semifinale      | Semifinale      | Finale          | Finale          |
| Atleta            | Evento     | Risultato | Classifica | Risultato       | Classifica      | Risultato       | Classifica      |
| ----------------- | ---------- | --------- | ---------- | --------------- | --------------- | --------------- | --------------- |
| Jaclyn Pangilinan | 100 m rana | 1'12"47   | 31ª        | non qualificata | non qualificata | non qualificata | non qualificata |
| Jaclyn Pangilinan | 200 m rana | 2'33"38   | 20ª        | non qualificata | non qualificata | non qualificata | non qualificata |

### Pugilato
Maschile
| Atleta            | Evento              | 16-esimi                  | Ottavi                    | Quarti               | Semifinali           | Finale               | Pos.            |
| Atleta            | Evento              | Avversario Punteggio      | Avversario Punteggio      | Avversario Punteggio | Avversario Punteggio | Avversario Punteggio | Pos.            |
| ----------------- | ------------------- | ------------------------- | ------------------------- | -------------------- | -------------------- | -------------------- | --------------- |
| Harry Tañamor     | Pesi mosca leggeri  | Dostiev (TJK) V 17–12     | Hong Mw (KOR) P 25–42     | non qualificato      | non qualificato      | non qualificato      | non qualificato |
| Violito Payla     | Pesi mosca          | Doniyorov (UZB) P 26–36   | non qualificato           | non qualificato      | non qualificato      | non qualificato      | non qualificato |
| Romeo Brin        | Pesi welter leggeri | Bogere (SWE) V 43–35      | Boonjumnong (THA) P 15–29 | non qualificato      | non qualificato      | non qualificato      | non qualificato |
| Christopher Camat | Pesi medi           | Gajdarbekov (RUS) P 13–35 | non qualificato           | non qualificato      | non qualificato      | non qualificato      | non qualificato |

### Taekwondo
Maschile
| Atleta         | Evento | Ottavi                    | Quarti               | Semifinali           | Ripescaggio 1        | Ripescaggio 2        | Finale / FB          | Pos.            |
| Atleta         | Evento | Avversario Punteggio      | Avversario Punteggio | Avversario Punteggio | Avversario Punteggio | Avversario Punteggio | Avversario Punteggio | Pos.            |
| -------------- | ------ | ------------------------- | -------------------- | -------------------- | -------------------- | -------------------- | -------------------- | --------------- |
| Tshomlee Go    | −58 kg | Ramos (ESP) P 6–7         | non qualificato      | non qualificato      | non qualificato      | non qualificato      | non qualificato      | non qualificato |
| Donald Geisler | −80 kg | Tanrıkulu (TUR) P 9–9 SUP | non qualificato      | non qualificato      | Hamdouni (TUN) P RSC | non qualificato      | non qualificato      | 7º              |

Femminile
| Atleta                 | Evento | Ottavi                    | Quarti               | Semifinali             | Ripescaggio 1        | Ripescaggio 2        | Finale / FB          | Pos. |
| Atleta                 | Evento | Avversaria Punteggio      | Avversaria Punteggio | Avversaria Punteggio   | Avversaria Punteggio | Avversaria Punteggio | Avversaria Punteggio | Pos. |
| ---------------------- | ------ | ------------------------- | -------------------- | ---------------------- | -------------------- | -------------------- | -------------------- | ---- |
| Mary Antoinette Rivero | −67 kg | Sánchez (ARG) V 10–10 RSC | Sobers (NED) V 10–4  | Mystakidou (GRE) P 2–3 | Bye                  | Hwang Ks (KOR) P 2–6 | non qualificata      | 5ª   |

### Tiro a segno/volo
Maschile
| Atleta          | Evento | Qualificazioni | Qualificazioni | Finale          | Finale          |
| Atleta          | Evento | Punti          | Classifica     | Punti           | Classifica      |
| --------------- | ------ | -------------- | -------------- | --------------- | --------------- |
| Jethro Dionisio | Trap   | 109            | 32º            | non qualificato | non qualificato |

### Tiro con l'arco
Femminile
| Atleta          | Evento                | Turno di qualificazione | Turno di qualificazione | Turno 1                 | Turno 2                  | Ottavi di finale     | Quarti di finale     | Semifinali           | Finale / FB          | Finale / FB     |
| Atleta          | Evento                | Punteggio               | Pos.                    | Avversaria Punteggio    | Avversaria Punteggio     | Avversaria Punteggio | Avversaria Punteggio | Avversaria Punteggio | Avversaria Punteggio | Posizione       |
| --------------- | --------------------- | ----------------------- | ----------------------- | ----------------------- | ------------------------ | -------------------- | -------------------- | -------------------- | -------------------- | --------------- |
| Jasmin Figueroa | Individuale femminile | 600                     | 56ª                     | Valeeva (ITA) V 132–130 | Gallardo (ESP) P 150–152 | Non qualificata      | Non qualificata      | Non qualificata      | Non qualificata      | Non qualificata |